# 世界革命
世界革命是指馬克思主義中，无产阶级以暴力革命推翻世界各國的資本主義和封建主义的思想。馬克思主義理論認為世界革命可以導致世界共产主义及之後的无国界共产主义。

## 歷史

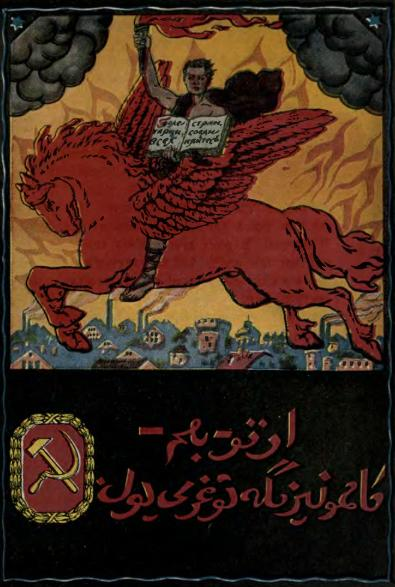
伊斯兰世界宣传世界革命海报

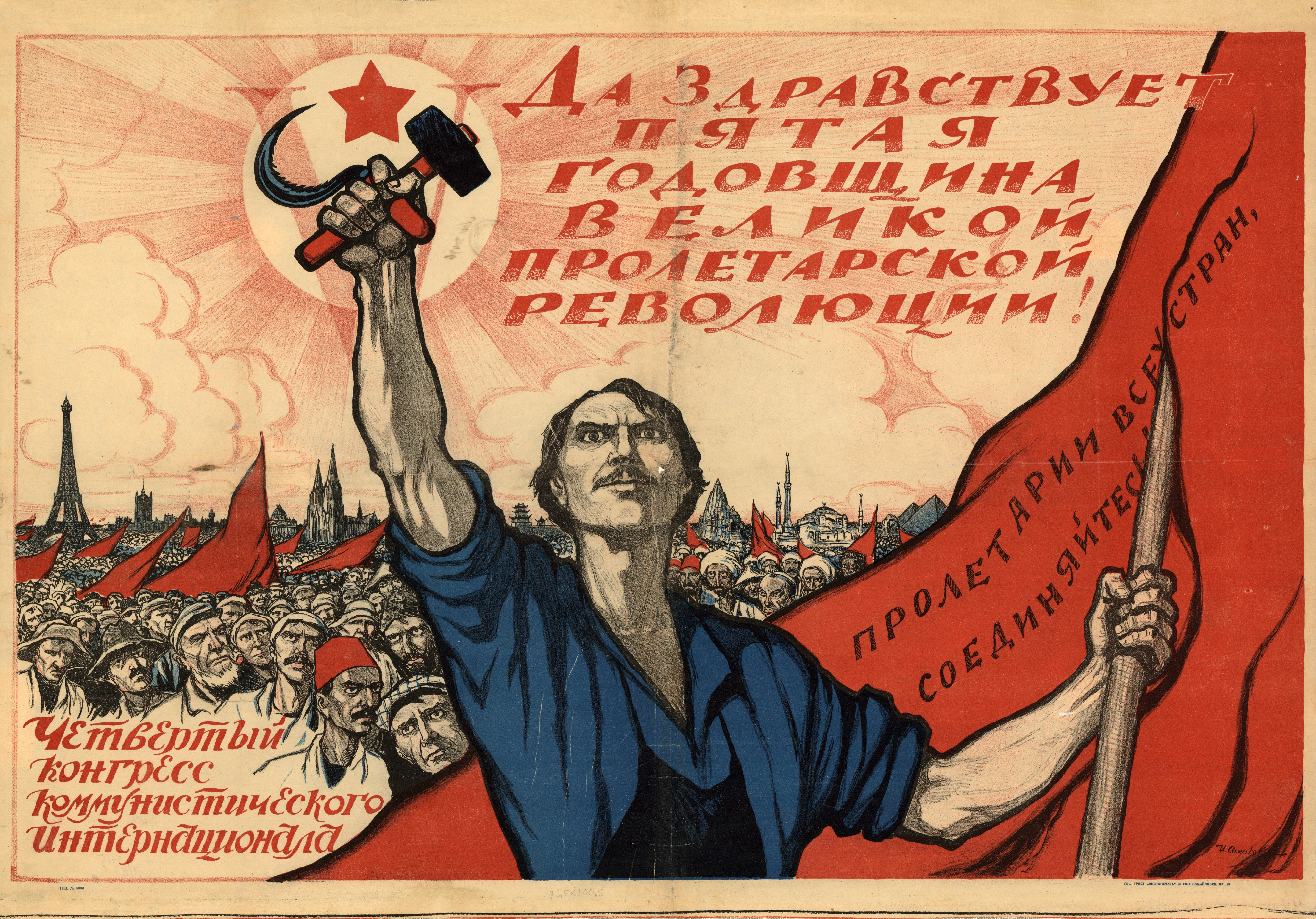
1922年蘇聯世界革命海報

第一次世界大戰以後的數年可以說是全球最接近世界革命的時刻。1917年俄國十月革命觸發歐洲各地社會主義和共產主義政黨起義，在初期頗有斬獲，當中最著名的有德國革命、匈牙利革命和芬蘭革命戰爭。在1918至1919年期間，資本主義在歐洲大陸似有被永遠肅清之勢。由於當時歐洲列強控制了全球大部份土地面積，這也就意味著不僅資本主義在歐洲，而且在全世界的範圍內消亡。還有，在1919年3月由各國獨立的共產主義組織創立的共產國際（第三國際）在俄國內戰以後變成由新生的蘇聯政府支持，以協調全球推翻資本主義的革命活動。
就在世界革命唾手可得之際，馬克思主義者普遍持樂觀情緒，而這種情緒後來被證明是不成熟的。在歐洲的革命被逐個擊破，只有布爾什維克得以倖存。由於當時他們認為像俄國那樣的農業國家要建立社會主義需要歐洲工業化國家的革命政府（如果有的話）的支持，在這種協助變得不可能的情況下，他們發現自己處於危機之中（參看一國社會主義）。
自此以後，國際形勢就再沒有那麼接近世界革命了。
1943年，斯大林將共產國際解散（根據蘇聯共產黨方面的說法，解散是為了與方便各國共產黨與法西斯作戰）。
在二次大戰後，革命情緒再次瀰漫於歐洲，但已經不如昔日強烈，而且沒有產生暴力革命。由於戰爭期間擔起反法西斯抵抗運動的領導角色，諸如法國和意大利等國的共產黨提高了它們的地位，而且得到民意支持，在1940年代後期的選舉中得到顯著的成功，而且通常能成為第二大黨，甚至一度成为第一大党，但從未能取得執政地位。在東歐的共產黨则在蘇聯支持下奪取政權。
在1960年代至1970年代期間，全球各地爆發起義，加上中國文化大革命、越南战争、古巴革命、拉美游擊戰，西方的新左派、民權運動，具戰鬥精神的黑豹黨、德國紅軍派、日本赤軍，以及在各地類似的、帶武裝的「解放陣線」組織，以至稍有起色的勞工運動——有一段時期，世界革命似乎不但是可能，而且即將到來。所以當時有一句流行話：「東方已紅，西方也預備好了」（The East is Red, and the West is Ready）。但這股激進潮流很快就在1980年代—1990年代保守主義的反撲、中國改革開放和东欧剧变之中又一次消退了。
在馬克思理論中，列寧的「工人貴族」和帝國主義理論，以及托洛茨基的「畸形的工人国家」（雖然兩者未必毫無聯繫）等都為世界革命尚未發生提供了解釋。